# Maksima Gorkog (Novi Sad)
Maksima Gorkog (srbsky Максима Горког) je ulice v hlavním městě srbské autonomní oblasti Vojvodina, Novi Sad. Nachází se jižně od středu města, v blízkosti budovy skupštiny autonomní oblasti Vojvodina. Je dlouhá cca 1,3 km a táhne se v západo-východním směru od nábřeží Dunaje až po Bulevar oslobođenja.

## Název
Ulice je pojmenována podle Maxima Gorkého, ruského spisovatele.

## Historie
Ulice vznikla v první polovině 20. století v souvislosti s vysoušením dunajského břehu a zbourání původního předmostí (mostobranu). Již v roce 1900 se předpokládalo, že se město bude rozšiřovat tímto směrem k budově starého nádraží. Výstavba byla zahájena v 20. letech a dokončena téměř do roku 1930. Tehdy nesla název podle ruského cara Mikuláše. Během maďarské okupace za druhé světové války nesla název Honvéd utca. 
Svůj dnešní název získala po skončení války a nebyla přejmenována ani v roce 1990, po skončení komunistického režimu v zemi. Stála zde také legendární novosadská benzinová stanice ve tvaru houby.

## Doprava
Jedná se o frekventovanou městskou třídu. V některých směrech má tři jízdní pruhy a doplňuje ji stromořadí.

## Významné objekty
- Ústav pro dopravní lékařství (srbsky Zavod za saobraćajnu medicinu).
- SPENS
- odvolací soud
- Sadařský institut
- ZŠ Đorđeho Natoševiće[1]
- Volejbalový klub FK Vojvodina.[1]